# Клейборн (округ, Теннесси)
Округ Клейборн (англ. Claiborne County) располагается в штате Теннесси, США. Официально образован 29 октября 1801 года. По состоянию на 2010 год, численность населения составляла 32 213 человек.

## География
По данным Бюро переписи США, общая площадь округа равняется 1144,781 км2, из которых 1124,061 км2 — суша, и 7,000 км2, или 1,650 % — это водоёмы.

## Население
По данным переписи населения 2000 года в округе проживает 29 862 жителя в составе 11 799 домашних хозяйств и 8684 семьи. Плотность населения составляет 27,00 человек на км2. На территории округа насчитывается 13 262 жилых строения, при плотности застройки около 12,00-ти строений на км2. Расовый состав населения: белые — 97,79 %, афроамериканцы — 0,75 %, коренные американцы (индейцы) — 0,24 %, азиаты — 0,28 %, гавайцы — 0,01 %, представители других рас — 0,19 %, представители двух или более рас — 0,74 %. Испаноязычные составляли 0,64 % населения независимо от расы.
В составе 32,00 % из общего числа домашних хозяйств проживают дети в возрасте до 18 лет, 58,80 % домашних хозяйств представляют собой супружеские пары, проживающие вместе, 11,00 % домашних хозяйств представляют собой одиноких женщин без супруга, 26,40 % домашних хозяйств не имеют отношения к семьям, 23,40 % домашних хозяйств состоят из одного человека, 10,00 % домашних хозяйств состоят из престарелых (65 лет и старше), проживающих в одиночестве. Средний размер домашнего хозяйства составляет 2,48 человека, и средний размер семьи — 2,91 человека.
Возрастной состав округа: 23,60 % — моложе 18 лет, 8,90 % — от 18 до 24, 28,70 % — от 25 до 44, 25,40 % — от 45 до 64, и 25,40 % — от 65 и старше. Средний возраст жителя округа — 37 лет. На каждые 100 женщин приходится 93,30 мужчин. На каждые 100 женщин старше 18 лет приходится 91,40 мужчин.
Средний доход на домохозяйство в округе составлял 25 782 USD, на семью — 31 234 USD. Среднестатистический заработок мужчины был 26 280 USD против 19 951 USD для женщины. Доход на душу населения составлял 13 032 USD. Около 18,40 % семей и 22,60 % общего населения находились ниже черты бедности, в том числе — 27,70 % молодежи (тех, кому ещё не исполнилось 18 лет) и 19,90 % тех, кому было уже больше 65 лет.